# Торре-д'Арезе
Торре-д'Арезе (італ. Torre d'Arese) — муніципалітет в Італії, у регіоні Ломбардія,  провінція Павія.
Торре-д'Арезе розташоване на відстані близько 460 км на північний захід від Рима, 26 км на південь від Мілана, 15 км на північний схід від Павії.
Населення — 977 осіб (2014).
Щорічний фестиваль відбувається 11 листопада. Покровитель — San  Martino.

## Демографія
Населення за роками:

Станом на 1 січня 2023 року в муніципалітеті офіційно проживало 95 іноземців з 20 країн, серед них 36 громадян країн Євросоюзу та 7 громадян України.

## Сусідні муніципалітети
- Магерно
- Марцано
- Валера-Фратта
- Віллантеріо
- Вістарино